# 제임스 마커스 (영국 배우)

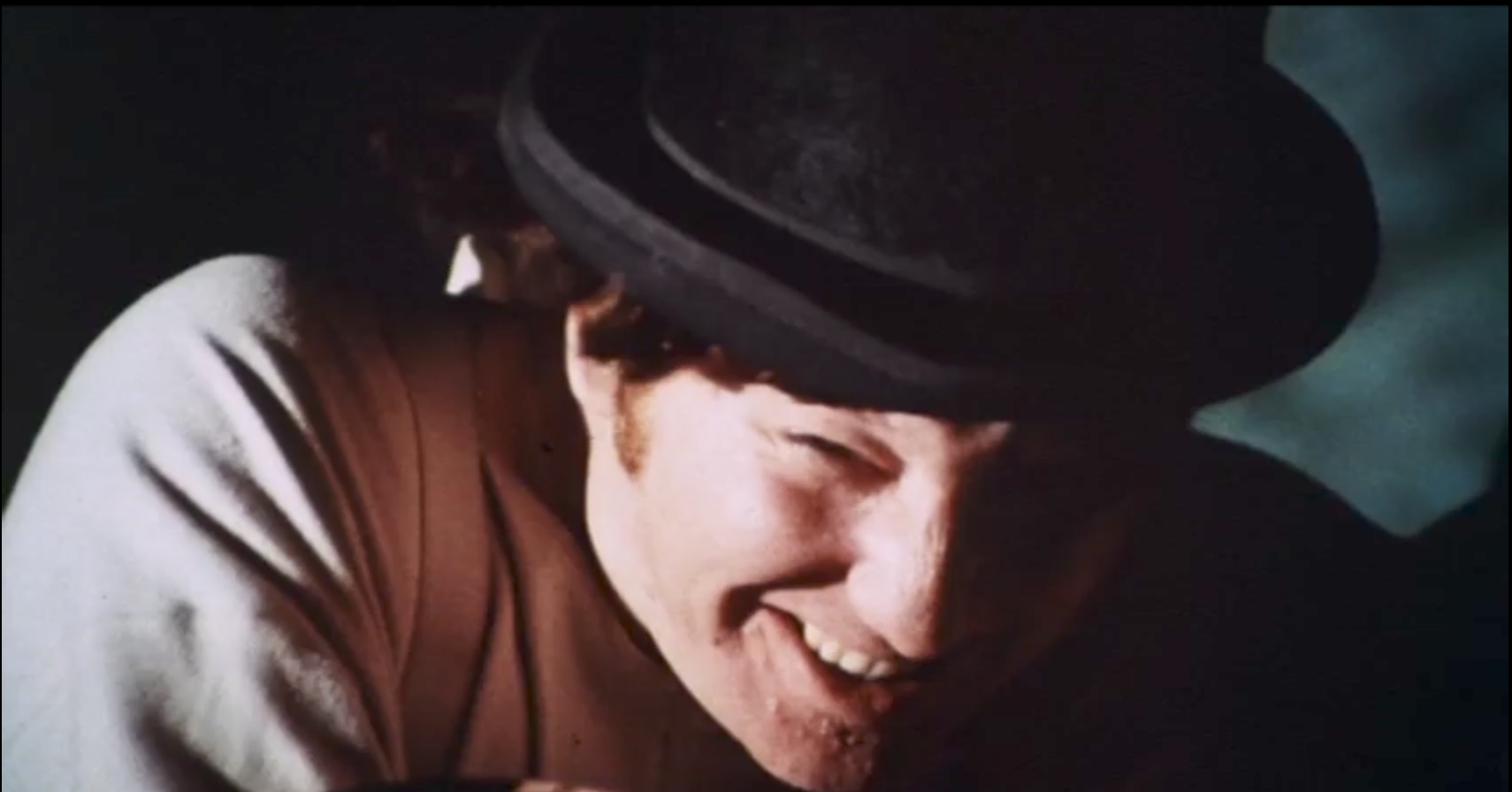

제임스 마커스(Brian T. James, 1942년 6월 23일 ~ )는 영국의 배우, 영화배우, 텔레비전 배우이다.
롬포드에서 태어났다.

## 영화
- 더 빌 (1984년)
- 제인 에어 (1983년)
- 레버 네버 랜드 (1980년)
- 귀여운 말도둑 (1977년)
- 더 네이키드 시빌 서번트 (1975년)
- 시계태엽 오렌지 (1971년) - 조지 역
- Z 카스 (1962년)